# Nie ma nic w co mógłbyś wierzyć
Nie ma nic w co mógłbyś wierzyć – singel Ani Dąbrowskiej z 2004 roku.

## Informacje ogólne
Była to druga piosenka, która promowała debiutancki album pt. Samotność po zmierzchu. Autorką zarówno słów, jak i muzyki utworu jest Ania Dąbrowska. Piosenka została wydana na podwójnym singlu, razem z utworem „Glory”.

## Teledysk
Teledysk do piosenki wyreżyserowała Marta Pruska.

## Pozycje na listach
| Lista  | Pozycja |
| ------ | ------- |
| 30 Ton | 9       |